# 末綱隆
末綱 隆（すえつな たかし、1949年3月 - ）は、日本の警察官僚。警視庁副総監、東宮侍従長などを歴任した。大分県別府市出身。BS-TBS番組審議会委員。

## 略歴
- 大分県立別府鶴見丘高等学校卒業
- 東京大学文学部卒業
- 1974年（昭和49年） 警察庁入庁
- 1991年（平成3年） 広島県警察本部警務部長
- 1992年（平成4年）4月17日 警察庁刑事局保安部地域課長
- 1994年（平成6年）2月1日 高知県警察本部長
- 1995年（平成7年）6月15日 警察庁長官官房給与厚生課長
- 1997年（平成9年）9月1日 警察庁長官官房会計課長
- 2000年（平成12年）1月11日 警視庁総務部長
- 2001年（平成13年）9月3日 警察庁長官官房首席監察官
- 2002年（平成14年）8月2日 神奈川県警察本部長
- 2004年（平成16年）8月20日 警視庁副総監
- 2005年（平成17年）9月6日 宮内庁東宮侍従長
- 2009年（平成21年）3月31日 警察庁長官官房付、定年退職
東宮侍従長辞職の理由として、皇太子妃との相性がよくなかったからだとされている[1]。
- 2009年（平成21年）4月21日 在ルクセンブルク特命全権大使に任命。
- 2012年（平成24年）6月29日 退官
- 2012年（平成24年）8月1日 日本生命保険相互会社特別顧問[2]
- 2013年（平成25年）3月 丸紅株式会社監査役[3]
- 2015年（平成27年）6月 東鉄工業株式会社取締役[4]
- 2016年（平成28年）6月 株式会社関電工監査役、京浜急行電鉄株式会社監査役[4]
- 2017年（平成29年）6月 JCRファーマ株式会社取締役[4]
- 2018年（平成30年）6月 あいおいニッセイ同和損害保険株式会社監査役[5]
  - 美里ゴルフ倶楽部理事長[6]
  - 公益財団法人全日本柔道連盟評議員
  - 一般財団法人清水育英会評議員[7]
  - 公益財団法人アルゲリッチ芸術振興財団理事[8]
  - 一般社団法人スポーツ・オブ・ハート顧問[9]